# Scudo Atlantico

Posizione approssimata dei cratoni del Mesoproterozoico (con un'età superiore a 1,3 miliardi di anni) nel Sud America e in Africa.

Lo scudo Atlantico è un vasto scudo geologico situato nel Sud America. 
Lo scudo è costituito dai cratoni di São Luís, São Francisco, Luís Alves e del Río de la Plata.